# Socket FT3
Socket FT3 або Package FT3 або BGA-769 - назва роз'єму для процесорів з вбудованими графічними процесорами AMD на мікроархітектурі Jaguar, що був розроблений для SoC та мобільних пристроїв. З технічної сторони не є роз'ємом, оскільки процесор впаяний на материнську плату пристрою, та його заміна потребує  кваліфікації паяння. Почав використовуватись з 2013 року, допоки не його місце не замінили процесори під роз'єм Socket AM4.
Його повноцінна заміна як роз'єму, що використовувалась в настільних комп'ютерах є роз'єм Socket AM1